# Te Deum (Lully)

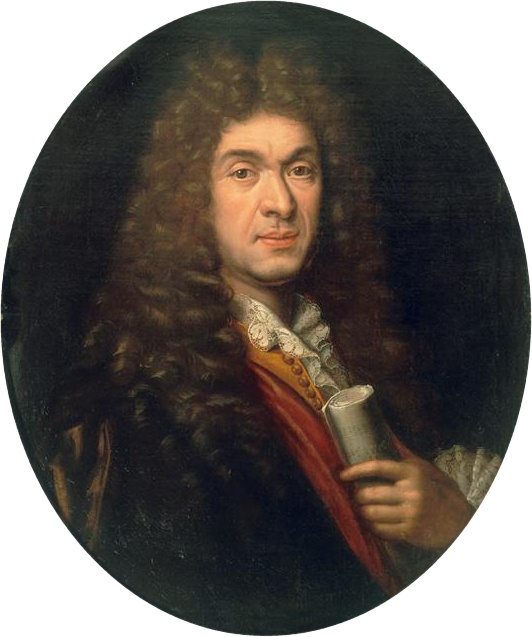
Jean-Baptiste Lully

Das Te Deum (LWV 55) von 1677 ist des italienisch-französischen Komponisten Jean-Baptiste Lullys größte Arbeit mit lateinischem Text, geschrieben zur Verherrlichung der Regentschaft Ludwigs XIV., in Fontainebleau erstmals aufgeführt am 9. September des Jahres zur Taufe von Louis Lully.
Unter Lullys zwölf grands motets nimmt das Te Deum eine besondere Stellung ein: Es steht mittig zwischen den beiden Gruppen einer frühen und einer späten Phase und ist von ihnen jeweils durch eine mehrjährige Pause auf dem Gebiet der Kirchenmusik getrennt. Persönlich bedeutsam war für Lully, dass der König für seinen Sohn die Patenschaft übernahm: Nach dem Ränkespiel um die Oper Isis und der aufreibenden affaire Guichard war dies ein sichtbarer Vertrauensbeweis. Je nach dem vom Dirigenten vorgegebenen Tempo dauert die Aufführung des Stückes 28 bis 40 Minuten. Manche Passagen mögen als lang empfunden werden, vielleicht ein Grund für Philidor l’ainé, bei einer 1704 für den Grafen von Toulouse angefertigten Fassung von den 1233 Takten nur 784 übrig zu lassen. In der höchstwahrscheinlich unter Lullys Aufsicht entstandenen gedruckten Ausgabe finden sich ungewöhnlich genaue Anweisungen zur Aufführung. Dabei war die vorgeschriebene Trompete in der Kirchenmusik dieser Zeit eher selten.
Wie sich Trompeten und Trommeln in einem Sakralbau anhören, konnte Lully am 6. Mai 1677 nach einer Einladung durch die den König beratenden Sekretäre im Pariser Konvent der Cölestiner ausprobieren. Zwei Tage später würde Marc-Antoine Charpentier an gleicher Stelle ein Te Deum aufführen, und beweglich wie er in der Ausübung seines Berufes war, konnte er den Wünschen seiner Auftraggeber entsprechen. Lully hingegen hing fest in seinem Prozess mit Henri Guichard und seinem Opernbetrieb. Was ihm blieb, war Pracht mit den gängigen Mitteln beizubringen und die schönsten Stücke seiner Opern zu spielen. Es gefiel, also übernahm Lully Trompeten und Trommeln für sein Te Deum, bei einer entsprechenden Einschränkung hinsichtlich der Tonarten. Der König mochte das Stück und wollte es mehrmals hören. Anschließend bediente auch Charpentier sich in seiner Kirchenmusik der Trompeten und Trommeln.

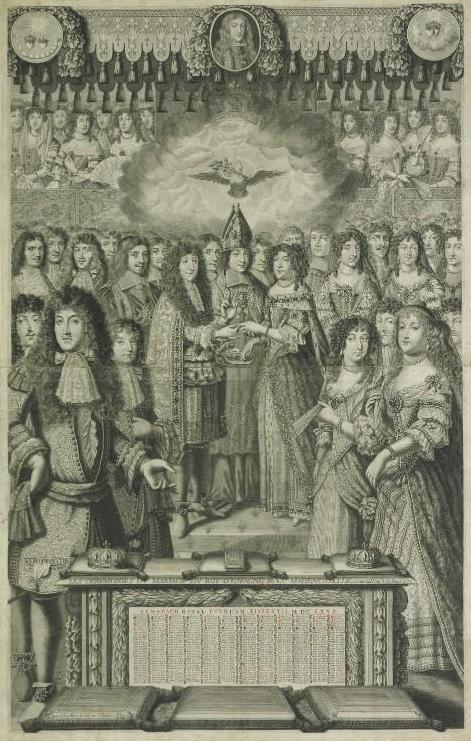
Vermählung von Marie Louise d’Orléans mit Karl II. von Spanien, bei der das Te Deum erklang.

Zwei Jahre nach der Uraufführung kam Lullys Te Deum in der Kapelle des Schlosses Fontainebleau erneut zur Geltung: Anlässlich der Hochzeit von des Königs Nichte Marie Louise d’Orléans mit Karl II. von Spanien baute man an den Eingang ein fast bis ans Gewölbe reichendes Amphitheater für die Musique de la Chambre (Kammermusiker des Königs) auf der rechten und die Musique de la Chapelle (Hof-Kirchenchor) auf der linken Seite. Die Wechsel und Bewegungen dieses großen Klangkörpers wurden laut Mercure galant als zauberhaft empfunden. Im frühen 18. Jahrhundert war Lullys Kirchenmusik wenig geschätzt, mit Ausnahme des Te Deum.
König Ludwig bekam Mitte der 1680er Jahre erhebliche gesundheitliche Probleme. Sein Arzt war am 18. November 1686 gefordert, als es galt, eine gefährliche Fistel am Gesäß des Monarchen operativ zu entfernen. Richelieu war nach einem derartigen Eingriff gestorben. Der Arzt übte im Hospital von Versailles an herbeigeschafften Leidensgenossen des Königs und konnte auch dank Ludwigs Leidensfähigkeit die Entfernung des Geschwürs mit Erfolg vornehmen. Man rechnete schon mit dem Tod des Königs, doch dieser erholte sich. Für die Feierlichkeiten zur Genesung des Königs bearbeitete Lully sein Te Deum und ließ es auf eigene Kosten mit 150 Musikern singen.
Von Lecerf de La Viéville wurde 1705 beschrieben, dass Lully bei der Aufführung der Motette am 8. Januar 1687 in der Église des Pères Feuillants mit dem zum Schlagen des Taktes gebrauchten Stock seine Fußspitze traf, was zunächst wohl wie eine kleine Verletzung aussah. Die Wunde entzündete sich jedoch rasch und infizierte sich mit Wundbrand. Da sich Lully weigerte, den Zeh amputieren zu lassen, verstarb er wenige Monate darauf. Er wurde in Notre-Dame-des-Victoires unter großer Anteilnahme begraben. Tatsächlich finden sich allerdings in zeitgenössischer Literatur oder auf Abbildungen keine Belege für das Dirigieren mit langen Stöcken – benutzt wurde ein aufgerolltes Blatt Papier in einer oder beiden Händen. Möglicherweise besaß Lully aber einen Spazierstock, mit dem er die anwesenden Musiker zur Aufmerksamkeit rufen wollte.